# Чертеж (Псковская область)
Чертеж — деревня в Новосокольническом районе Псковской области России. Входит в состав Вязовской волости.

## География
Расположена в 68 км к северо-западу от города Новосокольники и в 1 км к западу от волостного центра, деревни Вяз.

## Население
| 2001 | 2002 | 2010 |
| ---- | ---- | ---- |
| 46   | ↘43  | ↘30  |

Численность населения деревни по оценке на начало 2001 года составляла 46 человек.